# Ruta Nacional 52 (Argentina)
La Ruta Nacional 52 es una carretera pavimentada en Argentina que se encuentra en el oeste de la provincia de Salta y el sudoeste de la provincia de Jujuy. En su recorrido de 263 km une la Ruta Nacional 9 en la localidad de Purmamarca con el Paso de Jama, a 4230 m s. n. m., en la frontera con Chile.
Este camino continúa en la vecina república como la ruta 27-CH, que discurre hasta el pueblo de San Pedro de Atacama, en el norte chileno. El corredor bioceánico continúa por las rutas 23-CH, 25 y 5, hasta la ciudad de Antofagasta.
Esta carretera forma parte del Eje del Capricornio, definido por IIRSA para unir Argentina con Chile, Paraguay y Brasil.

## Historia
Durante la década de 1970, la Dirección Provincial de Vialidad de Jujuy construyó un camino de tierra desde Purmamarca hasta el Paso de Jama pasando por Susques. La denominación de este camino fue Ruta Provincial 16. El enlace vial entre la capital jujeña, San Salvador de Jujuy, y el histórico pueblo de Susques se pudo concretar en enero de 1976.
La ruta había sido minada en 1978 durante la dictadura ante la perspectiva de un inminente choque armado con Chile que se hallababajo el régimen de Pinochet. Superado el conflicto en democracia en 1996 el entonces Presidente Carlos Saúl Menem y el de Chile, Eduardo Frei, acuerdan  un paso fronterizo dotando de acceso a las economías asiáticas por la vía marítima más corta. Gracias a la obra de paso de Jama las provincias argentinas del NOA, obtuvieron acceso a los puertos chilenos el sur del Brasil, Bolivia y Paraguay. Luego de realizar obras para mejorar la movilidad, el Paso de Jamafue inaugurado oficialmente el 6 de diciembre de 1991 y está totalmente pavimentado durante el gobierno de Kirchner desde fines del año 2005. Une la Región de Antofagasta con la Provincia de Jujuy a través de la ruta 27-CH de Chile y la Ruta Nacional 52 de Argentina.
El 23 de agosto de 1996 la Dirección Nacional de Vialidad y Vialidad Provincial firmaron un convenio de transferencia de la Ruta Provincial 16 en el tramo desde la Ruta Nacional 40 hasta el límite con Chile a jurisdicción nacional. Este convenio fue ratificado mediante la Ley Provincial 4.981 promulgada el 17 de diciembre de 1996.
En abril de 1999 la Nación y la Provincia de Jujuy suscribieron un acuerdo para pavimentar la ruta. La Nación le entregó 90.000.000 de pesos a la provincia con la condición que la Dirección Provincial de Vialidad llame a licitación para la obra inaugurándose el 29 de septiembre de 2005 durante la presidencia de Néstor Kirchner.
La obra Cuesta del Lipán en el tramo entre la Ruta Nacional 9 y la ex Ruta Nacional 40 (actualmente Ruta 1V40), recibió el premio Obra Vial del año 2004, por la Asociación Argentina de Carreteras, que nuclea a todas las provincias, empresas del sector y el Gobierno Nacional.

## Localidades
Las ciudades y pueblos por los que pasa esta ruta de este a oeste son las siguientes (los pueblos con menos de 5000 hab. figuran en itálica).

### Provincia de Jujuy

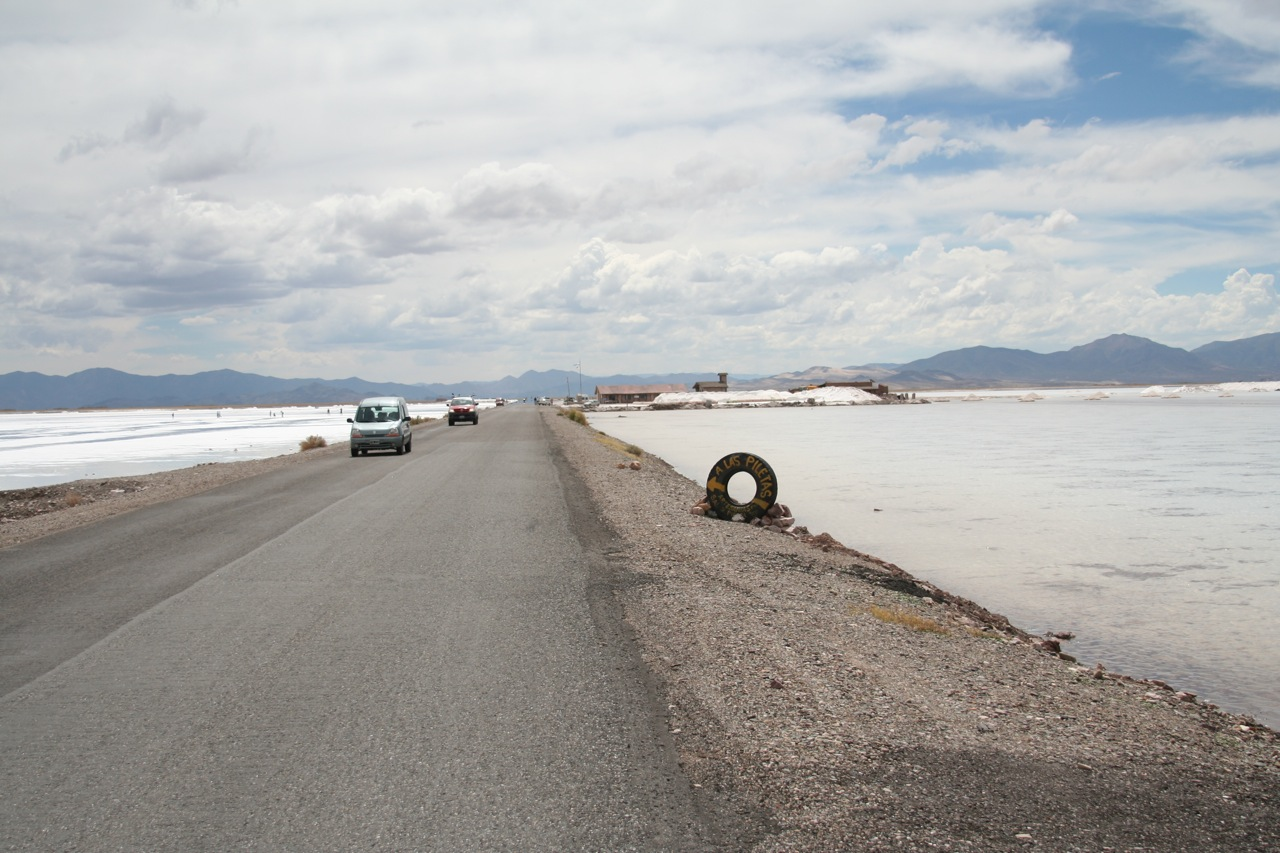
Ruta Nacional 52 en las Salinas Grandes.

Recorrido: 86 km (kilómetro 0 a 86).
- Departamento Tumbaya: Purmamarca (kilómetro 3), La Ciénaga (km 11) y cuesta del Lipán (km 17).

### Provincia de Salta
Recorrido: 24 km (km 86 a 110).
- Departamento La Poma: no hay poblaciones.

### Provincia de Jujuy
Recorrido: 153 km (km 110 a 263).
- Departamento Susques: Susques (km 138).

## Traza antigua
Antiguamente había otra ruta con este número. Se trataba de un camino de tierra de 118 km de extensión entre Cauchari, en el límite entre las provincias de Salta y Jujuy, y el paraje Turilari. Mediante el Decreto Nacional 1595 de 1979 esta ruta pasó a la jurisdicción de Jujuy, y actualmente es la Ruta Provincial 70, de ripio. Se encuentra marcado en verde en el mapa adjunto.

## Recorrido
A continuación, se muestra un mapa esquemático de las principales intersecciones de esta ruta.
| STRq | ABZq+lr | STRq |

| WASSERq | WBRÜCKE2 | WASSERq |

|  | HST |

| WASSERq | WBRÜCKE2 | WASSERq |

| WASSERq | WBRÜCKE2 | WASSERq |

|  | TEEaq | STRq |

|  | STR |

| BUILDINGr | STR |  |

|  | STR |

| STRq | KRZ | STRq |

| BUILDINGr | STR |  |

|  | STR |

| STRq | TEEeq |  |

| STRq | ABZgr+r |  |

| GRZq | STR+GRZq | GRZq |

|  | STR |

|  | TEEaq | STRq |

| STRq | TEEeq |  |

| GRZq | STR+GRZq | GRZq |

|  | STR |

| WASSERq | hKRZWae | WASSERq |

|  | HST |

| STRq | TEEeq |  |

|  | TEEaq | STRq |

|  | STR |

| STRq | TEEeq |  |

|  | STR |

|  | STR |

|  | STR |

|  | ABZgl | lELC |

|  | TEEaq | MINE |

| STRq | KRZ | exSTRq |

|  | STR |

|  | HST |

| GRZq | STR+GRZq | GRZq |

|  | STR |

|  | STR |